# Кульчинки
Кульчинки — село в Україні, у Красилівській міській громаді Хмельницького району Хмельницької області. Населення становить 526 осіб - на 2023 рік.

## Історія
Перша згадка села датується 9 вересням 1517 року. Тоді воно носило назву Кульчейвейци (пол. Kulczeyweyce).

## Географія
Природні умови. Село розташоване на Волино-Подільській височині на висоті 284 м над рівнем моря. Поверхня угідь являє собою хвилясту рівнину з амплітудою 5—12 м. Правий берег його крутий, обривистий, лівий — пологий. Село лежить в помірно-континентальному кліматі. Вітри переважають південно-західні. Середня температура січня -4.5°С, середня температура липня — + 20°С Опадів випадає від 550 до 600 мм. Розподіл атмосферних опадів сприятливий для сільського господарства. Дощі ідуть переважно в першій половині літа. Інтенсивність опадів теж сприятлива, на кожну тисячу дощових днів випадає в середньому 7 злив. Сніг випадає в листопаді, грудні місяцях. Тривалість снігового покриву від 60 до 100 днів. Взагалі клімат сприятливий для сільського господарства. На території земель села знаходиться торфовище. На даний час не працює.
Ґрунти. На території селянської спілки поширені потужні чорноземні ґрунти. Основою ґрунтоутворюючої породи є відклади лісу. Ґрунти родючі мають достатню кількість (15-16 %) перегною. Завдяки правильному застосуванню сівозміни і обробітку мають зернисту або грудкувато-зернисту структуру.